# Стэнхоуп, Чарльз, 12-й граф Харрингтон
Чарльз Генри Лестер Стэнхоуп (англ. Charles Henry Leicester Stanhope; родился 20 июля 1945) — британский аристократ, 12-й граф Харрингтон, 12-й виконт Петершем и 12-й барон Харрингтон с 2009 года.

## Биография
Чарльз Стэнхоуп принадлежит к британскому аристократическому роду. Он родился в 1945 году и стал третьим ребёнком и единственным сыном в семье Уильяма Стэнхоупа, 11-го графа Харрингтона, и его первой жены Эйлин Грей. Образование получил в школе Айсгарта, Ньютон-Ле-Виллоус (Йоркшир) и в Итонском колледже (Виндзор, графство Беркшир). При жизни отца Чарльз носил титул учтивости виконт Петершем, а после его смерти в 2009 году унаследовал титулы 12-го графа Харрингтона, 12-го виконта Петершема и 12-го барона Харрингтона. Земельные владения Стэнхоупа оцениваются примерно в 250 миллионов фунтов стерлингов, и в рейтинге Sunday Times 2008 года он занял 325-е место по размерам своего состояния.
Лорд Харрингтон дважды вступал в брак. 14 сентября 1966 года он женился на Вирджинии Фримен-Джексон, дочери Гарри Фримена-Джексона. В этом браке родились двое детей:
- Уильям Генри Лестер Стэнхоуп, виконт Питершем (14 октября 1967)[4];
- Серена (1 марта 1970)[5] , с 1993 года жена Дэвида Армстронг-Джонса, 2-го графа Сноудона (племянника королевы Елизаветы II)[6][7].

В 1983 году Чарльз Стэнхоуп развёлся, в следующем году женился на Аните Фогельзанг, бывшей жене Майкла Говарда, 21-го графа Саффолка.